# Elisaveta Bagriana
Elisaveta Bagriana, en búlgaro: Елисавета Багряна, nacida Elisaveta Lyubomirova Belcheva (en búlgaro: Елисавета Любомирова Белчева Sofía, 16 de abril de 1893 - ibíd. 23 de marzo de 1991) fue una poetisa búlgara. Sus obras han sido traducidas a 30 lenguas diferentes. 
Escribió sus primeros poemas cuando vivía con su familia en Veliko Turnovo, en 1907 y 1908. Fue maestra rural en el pueblo de Aftane, entre 1910 y 1911. Estudió Filología Eslava en la Universidad de Sofía. En 1915 publicó sus primeros poemas -"Zashto" ("¿Por qué?"), y "Vecherna pesen" ("Canción nocturna")- en la revista Suvremenna misul ("Pensamiento Contemporáneo").
En su primera etapa cultivó una lírica intimista y sentimental, en la que destaca la obra Vechnata i svyatata ("La eterna y la sagrada"). Después de 1945 deja paso a una poesía de mayor sentido social, cuyo ejemplo más relevante es Ot brjag na brjag ("De orilla a orilla", 1963).
En 1969 le fue concedida la medalla de oro de la Asociación Nacional de Poetas en Roma.
- Datos: Q270584
- Multimedia: Elisaveta Bagriana / Q270584